# Kilbourn Park
Kilbourn Park est un quartier de la ville de Chicago, situé dans le secteur de Irving Park.

## Description
Il est délimité par Milwaukee Avenue au nord, Belmont Avenue au sud, la ligne ferroviaire de Union Pacific/Northwest à l'est, et Cicero à l'ouest. C'est un quartier résidentiel et industriel, principalement habité par la classe moyenne.